# Orde van Polaris
De Orde van Polaris van het Yukon Territory (Engels: "Yukon Territory Order of Polaris") is een onderscheiding van het Canadese territorium Yukon. De orde werd in 1973 voor het eerst, destijds met een speciale vliegersgesp, verleend aan piloten die de verbindingen in dit onherbergzame gebied onderhielden. Tegenwoordig is de orde een beloning voor Canadese inwoners of oud-inwoners die zich voor het gebied, de inwoners of zijn unieke cultuur verdienstelijk hebben gemaakt.